# Konstantin Blinkow
Konstantin Blinkow (ur. 1896, zm. 1947) – rosyjski piłkarz i trener.
Zawodnik moskiewskich drużyn ZKS, Mossowiet, Priesnia, Dinamo oraz Sierp i Młot, z którymi kilkakrotnie zdobywał mistrzostwo tego miasta.
W 1926 roku zagrał w dwóch meczach reprezentacji ZSRR.